# 細田孝充
細田 孝充（ほそだ たかみつ、1972年 - ）は、日本の著作家。
代表作に、『ドキュメント横浜vs.PL学園』、『動物たちの命の灯を守れ！夜間動物病院奮闘ドキュメント』がある。

## 経歴
埼玉県で生まれる。フリーランスのライターとして教育、スポーツ、文化、旅など幅広い分野の執筆を行う。
横浜英和学院に勤務しており、2016年時点では国語科の教員、2021年時点では教頭である。

## 著書

### 単著
- 細田孝充『動物たちの命の灯を守れ！夜間動物病院奮闘ドキュメント』緑書房、2016年7月20日。ISBN 978-4-89531-271-4。

### 共著
- アサヒグラフ特別取材班『ドキュメント横浜vs.PL学園』朝日新聞社、1998年12月5日。ISBN 4-02-257346-5。
- アサヒグラフ特別取材班『ドキュメント横浜vs.PL学園』朝日新聞社、2000年8月。ISBN 4-02-261307-6。
- 横浜英和学院『横浜英和学院教育 第40集』横浜英和学院、2017年3月。
- 横浜英和学院『横浜英和学院教育 第44集』横浜英和学院、2021年3月。